# Crotalaria vialis
Crotalaria vialis är en ärtväxtart som beskrevs av Milne-redh.. Crotalaria vialis ingår i släktet sunnhampor, och familjen ärtväxter. Inga underarter finns listade i Catalogue of Life.